# 정윤겸
정윤겸(鄭允謙, 1463년 ∼ 1536년)은 조선의 무신이다. 본관은 초계(草溪)이며 자는 익부(益夫), 시호는 장량(莊襄)이다. 초계군 삼도해운판관 정온(鄭溫)의 장자이니 성종 23년(1492년) 무과급제하고 중종반정에 참여하여 정국공신(靖國功臣)에 책록되었다. 전라도수군절도사를 지내고 성절사(聖節使)로 명나라에 다녀 왔으며 첨지중추부사, 오위도총부부총관을 지냈다. 중종 31년(1536년) 졸하니 병조판서에 추증되었다. 시호는 장량(莊襄)이다. 사림파에 의해 악녀의 대명사로 일컬어진 중종의 처남이자 문정왕후의 동생인 윤원형의 첩 정난정은 그의 서녀이다.

## 생애
초계군 삼도해운판관 정온(鄭溫)의 장자이니 성종 23년(1492년) 무과급제하고 사복시 판관시 중종반정에 참여하여 병충분의 정국공신(秉忠奮義 靖國功臣)에 녹훈되었으며 군기시 첨정, 회령부사를 역임하고 청계군(淸溪君)에 봉군되었다. 중종 17년(1522년) 전라도수군절도사때 전함을 정비하여 왜구를 섬멸하여 국위를 선양하였고 훈련원 도정을 거쳐 성절사(聖節使)로 명나라에 다녀왔으며 평안도병마절도사, 상호군, 첨지중추부사, 오위도총부부총관을 역임하였고 중종 31년(1536년) 졸하니 병조판서에 증직되었다. 시호는 장량(莊襄)이다. 공은 청백하고 근검하여 호화로운 것을 즐기지 않았으며 5읍, 6곤을 지내는 30여년 동안 항상 군용을 정제하여 임전태세를 갖추었으니 세인들이 옛날 명장의 풍모를 갖춘분이라 일컬었다. 부조묘에 향사되었으며 묘소는 원주시 호저면 격동 지음곡에 있다.

## 신도비문
공의 휘는 윤겸(允謙)이요 자는 익부(益夫)니 초계에서 계출하셨다. 고려조에 현저하여 관직은 시중(侍中 정승)에 이르셨고 광유후(光儒侯)에 봉하셨다. 문하에 많은 생도의 수는 최문헌공(崔文憲公;최충)과 비등했다. 아드님 정간공(貞簡公)의 휘는 문(文)이다. 또 선대의 아름다운 업적의 뒤를 이어 이루시고 누차에 지공거(知貢擧)가 되셨다. 그 후손 윤기공(允耆公)과 선공(僐公)께서 또 그 가문 양대에 아울러 진현관대제학(進賢舘大提學)이 되셨다. 본조(本朝-조선)에 들어와서 諱 편(便)께서 통예문봉례랑(通禮門奉禮郞)을 지내시고 예빈시정(禮賓寺正)에 증직되셨다. 휘 흥(興)께서는 첨지중추부사(僉知中樞俯事)에 증직되시고 휘 온(溫)께서는 첨지중추부사(僉知中樞俯事) 공조참판(工曹參判)에 증직되시고 초계군(草溪君)에 봉군되셨다. 이는 다 공이 영귀함으로써 3대(三代)에 추은을 받은 것이다. 참판공께서는 생원(生員) 원자민(元自敏) 가문에 장가드시니 공은 그분의 맏 아드님이시다. 태어나면서 첫 돌도 아니 되어 어머니를 여의시고 장성함에 이르러서는 뜻하는 바 일의 연구를 버리지 않고 활쏘기와 말달리는 일을 습득하야 마침내는 육도(六韜-병법)의 병법을 깨우쳐 통달하니 홍치신해(弘治莘亥;명나라 효종4년, 조선 성종22년 서기1491년)에 국가에서는 북쪽 변방을 지키는 장수를 뽑으려 할 때 성종임금께서는 병사들의 용맹하게 싸우는 광경을 친히 살피심에 공의 사술(射術)이 가장 뛰어남에 따라 특별히 어주를 내리시며 포장하시고 효유하여 보내셨다. 다음해 임자년(壬子年=성종23년, 서기1492년)에 무과에 급제하여 훈련원에 들어가 순서에 따라 참군(參軍)에 오르시고 서열에 따라 승진되어 사헌부감찰(司憲府監察)과 군기(軍器)와 광흥(廣興)의 군자주부(軍資主簿)를 역임하시고 사복판관(司僕判官)에 전임되셨다. 정덕 병인년(正德 丙寅-명나라 무종 원년, 조선 중종 원년 서기1506년)에 정국공신(靖國功臣)에 참여하여 훈호(勳號)와 전토(田土)와 노비(奴婢)를 후히 하사 받았고 인하야 서열을 뛰어넘어 군기첨정(軍器僉正)을 제수받았다. 정묘년(丁卯年-중종2년 서기1507년)에 두루 공신들의 품계를 더하시니 공께서도 참여하여 통정(通政-당상관 정3품)에 승차하시고 간성군수로 나가셨다.
갑자기 아버님 상을 당하시고 또 계모 복을 당하시니 5년 동안 시묘살이를 하셨다. 복상을 마침에 웅천부사(熊川府使)를 배명 받으셨다. 공께서는 왜구(倭寇)의 병난에 뒤를 이은 나머지 힘써 약하고 피폐한 것을 보완하여 실지 복구를 그 옛날과 같이 하였다. 임기가 참에 안으로 서위(西衛-무관)를 제수 받고 금여(禁硢)의 장(將)을 청하여 신축하니 이로써 병영군진(兵營軍鎭)의 형세가 장대하게 되었다. 무인년(戊寅年-중종3년 서기1508년)에 첨정중추(僉正中樞)로 부르셨다.
기묘년(己卯年-중종4년 서기1509년)에 특별히 회령부사(會寧府使)에 제수되고 가선대부(嘉善大夫-종2품)로 승차되어 청계군(淸溪君)에 봉군되셨다. 경진년(庚辰年-중종5년 서기1510년)에 북도의 진(鎭)으로 옮겨 두진을 지내시니 공로가 더욱 현저하셨다. 가정 임오년(嘉靖 壬午年;명나라 세종 원년, 조선조 중종 7년, 서기 1512년)에 동지중추(同知中樞)를 경유 전라수군절도사(全羅水軍節度使)가 되셨다. 때에 중국(명나라)에서 살생 약탈하던 왜적이 표류하여 우리 경계에 이르러 여러 섬에 출몰하였다. 공께서 진에 이르러 전함을 크게 수리하고 엄하게 기계를 이용하여 계미년(癸未年-중종8년 서기1513년) 여름에 나는 듯이 빠르게 왜선을 추격하고 적을 잡아 목을 베니 임금님은 명하여 1계급을 더하시어 인하야 활과 화살 의대(衣帶)를 하사하시고 또 시종을 보내 위로하셨다. 중종임금께서 또 백금(白金)을 하사하시고 포장하셨다. 갑신년(甲申년-중종9년 서기1514년)에 훈련원도정(訓練阮都正)에 제수하시고 을유년(乙酉年-중종10년 서기 1515년)에 성절사로 명나라 서울에 가 하례하셨다. 병술년(丙戌年-중종11년 서기1516년)에 평안도의 모사(謀師)가 될 사람을 구하기 어려울새 모두 공을 천거하여 위촉케 하였다. 각 진을 순찰하기를 이미 마침에 군의 대오 중 병기가 낡고 무딘 것은 서둘러 새로 바꾸니 이로 인하야 군비는 일신하였다. 무자년(戊子年;중종13년, 서기1518년)에 우리진의 장사가 경망히 오랑캐 지경을 넘어가 해를 당하니 죄를 면하지 못하고 견책을 받아 당진(唐津)에 유배 되었다가 가을에 풀리어 기축년(己丑年;중종14년, 서기1519년)에 충청도 총병마(摠兵馬)가 되셨다. 임기 미만에 무망에 죄를 입고 다시 횡성에 유배되었다가 이 해에 왕의 은혜를 입고 풀려나셨다. 임진년(壬辰年;중종17년, 서기1522년)에 서직(西職-무반)의 첨지중추부사가 되어 부총관(副摠管)을 겸임하셨다. 갑오년(甲午年-중종19년 서기1524년)에 동지중추부사로 전임되셨다. 공께서 평소 벼슬을 사양할 뜻으로 외직(外職)을 구하야 삼척부사로 보직되었다가 을미(乙未年;중종20년, 서기1525년)에 영해부사(寧海府使)로 환수되셨다. 병신(丙申年;중종21년, 서기1526년)에 병환으로 사직하시고 서울에 의원에 나아가 치료하시다 자택에서 고종하셨다. 공께서 계미년(癸未年;세조8년, 서기1463년)에 탄생하야 가정 병신년(명나라 세종15년, 중종21년)에 이르니 춘추75세이시다. 부고를 들으시고 왕께서 유사를 명하여 조문 제사하시고 관이 도와 예장하였다. 벼슬을 높여 병조판서(兵曹判書;정2품)로 승진시키시고 장양공의 시호를 내리셨다. 화려함을 좋아하지 않으시고 항상 일찍 일어나서 종일 바르게 단좌하야 게으른 모습은 하지 않으셨고 풍류와 잔치, 놀이, 오락등을 일찍이 뜻에 두지 않으셨으며 주량은 매우 크셨지만 강하게 자제하야 마시지 아니 하시어 항상 어지러움에 이르지 않으셨다. 남을 대함에는 온화하게 하셨고 관직에 임해서는 근면을 다하셨고 일을 처리함에는 종합 정밀하야 일에 따라 분별하여 처리하셨다. 변방을 30년 동안이나 지키심에 부지런히 군비에 충실하셨고 진의 군용을 장대하게 하여 항상 적이 이르는 것처럼 하니 옛 양장(良將)들의 풍모라 하고 이로써 세상 사람들의 칭송이 많았다. 공의 배위 정부인 원주원씨는 어모장군(禦侮將軍) 중치(仲穉)의 따님이시니 어질고 부덕(婦德)하셨다. 먼저 공께서 돌아가신지 3년 만에 또 돌아가시니 공과 함께 같은 영역 내 별실에 모셨다. 아드님 한분을 낳으시니 숙(淑)이시다. 당진현감(唐津縣監)을 지내셨고 차실(次室) 남씨(南氏)는 2남 3녀를 두셨 으니 형(泂)이요 담(淡)이요 따님은 원연손(元連孫) 신거관(愼居寬) 윤원형 (尹元衡)에 출가하였다. 현감공께서는 충의위(忠義衛) 김계훈(金季勳)의 따님에게 장가드시고 1남 1녀를 낳으시니 아드님 휘는 종영(宗榮)이시니 계묘년(癸卯年;중종38년 서기1543년) 문과에 급제하여 홍문관교리(弘文館校理) 우찬성(右贊成;종1품)을 지내셨다. 차실(次室)은 2남 3녀를 두었으니 방영(邦塋) 말영(末塋)이요 찬성공(贊成公)은 1남 3녀를 낳으시니 다 어리셨다. 내 비록 연배(年輩)는 같지 않으나 공의 행적을 가장 상세히 아는 고로 찬성공의 신도비문을 나를 보고 부탁함으로 찬하노라.
| “ | 돌에 새겨 가로되 오랜 옛가문에 경사를 쌓으니 더욱 영원토록 무궁하리. 광유후(光儒侯)께서 근원을 열었으니 공도 그 파에 속하네. 나라 일을 사양하고 물러나 깨끗한 덕의 터전을 쌓으니 아름다워라. 말없이 행동하고 공을 많이 쌓았어도 오히려 겸손하였고 보답의 공효는 만족하지 못하나 진(鎭)을 절도있게 살았네. 스스로 부를 택하지 않아 후손에 넉넉하게 돌아감이 없었거니 하물며 화려한 가문의 법도를 이어 크게 빛냈겠는가. 책임의 보답은 후하여 옛날에도 드물었었네. 능원(陵園)에 복을 쌓아 의관을 묻었도다. 비석에 의용(儀用)을 표하야 어리고 우매한 후손을 경계하네. | ” |

## 정윤겸을 연기한 배우
- 《여인천하》 (SBS, 2001년~2002년, 배우:백윤식)

## 같이 보기
- 정배걸
- 홍문공도
- 정문
- 정종영
- 정난정

1. ↑  정, 만조. “정윤겸 (鄭允謙)”. Academy of Korean Studies.